# Orla Pôr do Sol (Aracaju)
A Orla Pôr do Sol Jornalista Cleomar Brandi, popularmente conhecida como Orla Pôr do Sol, é considerada um ponto turístico de Aracaju, Sergipe, Brasil.

Localiza-se às margens do Rio Vaza-Barris, na região do Mosqueiro, Zona Sul da cidade.
De lá, partem os passeios de catamarã que levam a pequenas ilhas - entre elas, a Crôa do Goré e a Ilha dos Namorados. No local, o turista encontra uma infraestrutura acolhedora, formada por bares, restaurantes, atracadouro e parque infantil.

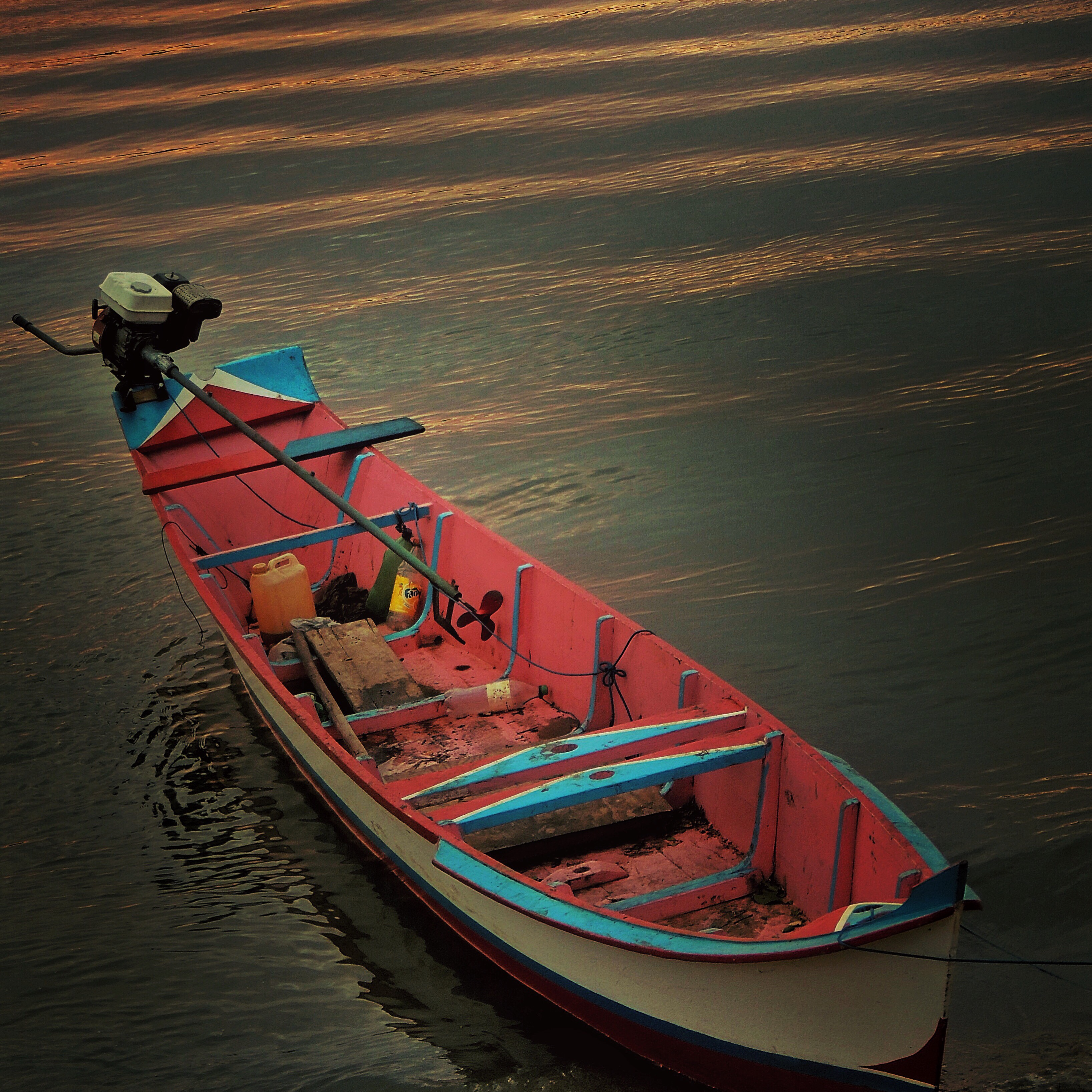
Foto mostrando uma embarcação ancorada na Orla Pôr do Sol. É costume de quem frequenta o local aproveitar o passeio de barco entre o final da tarde e o início da noite.

## Descrição

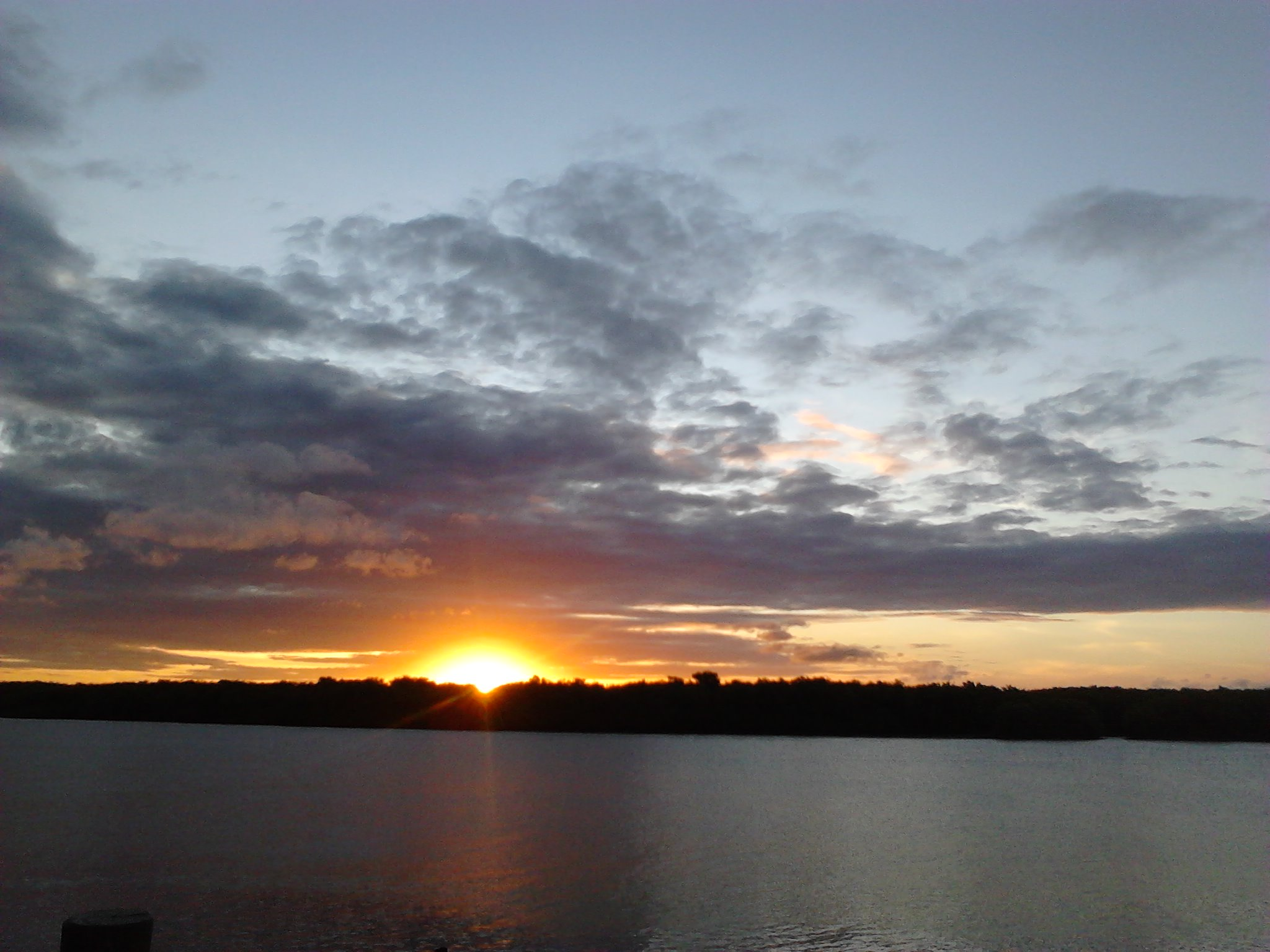
Foto tirada na orla mostrando o pôr do Sol ao final da tarde.

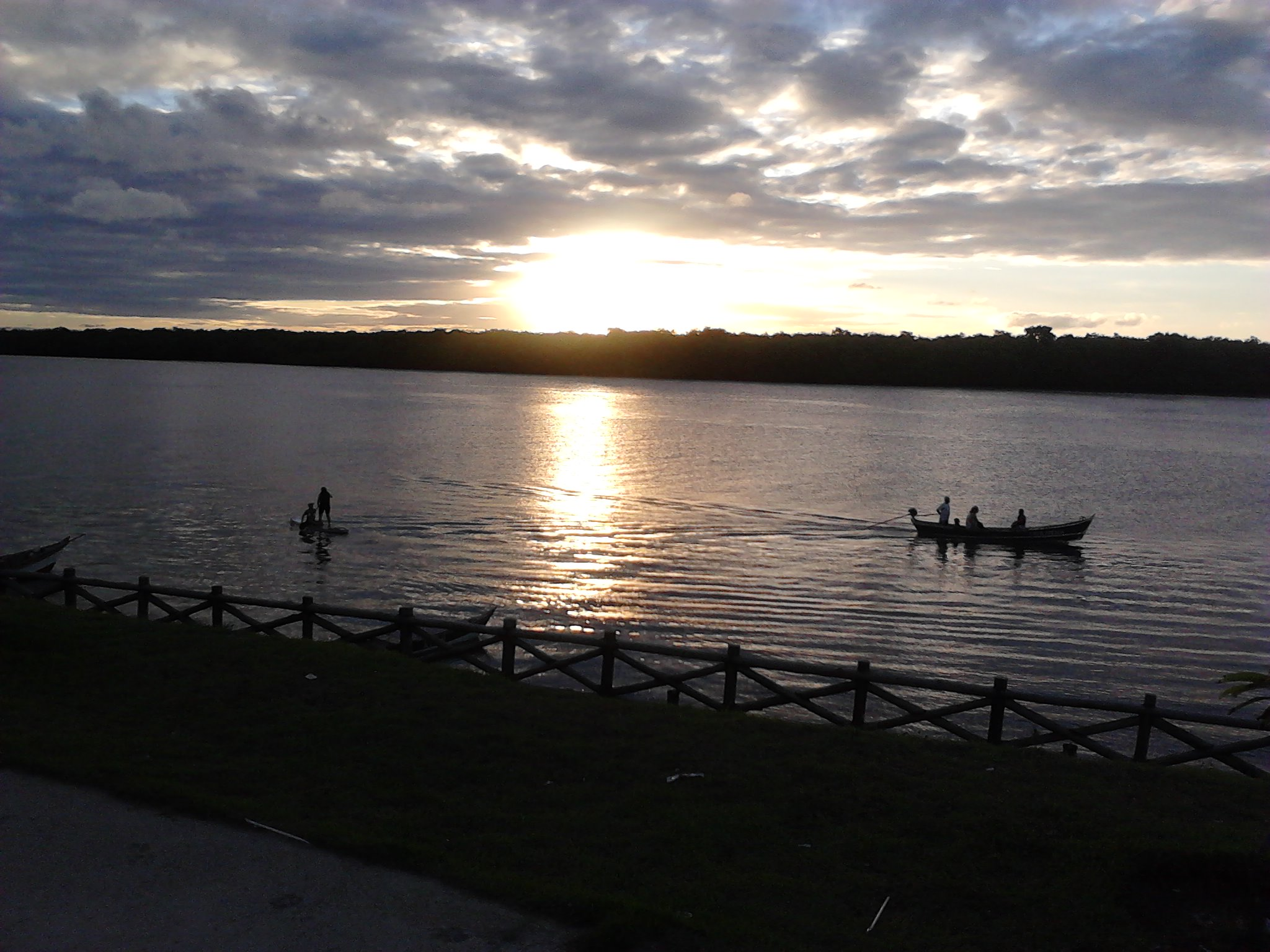
Visão do pôr do Sol visto da orla.

Ela fica sobre um píer de madeira com vista para manguezais e é bastante procurada por sergipanos e turistas que buscam um passeio de barco no encontro entre o rio Vaza Barris e o mar. Possui parque infantil, restaurantes, ciclovia, rampa de acesso para lanchas e veículos marítimos, centro de cultura, e aos sábados, uma feira de artesanato e apresentações musicais.

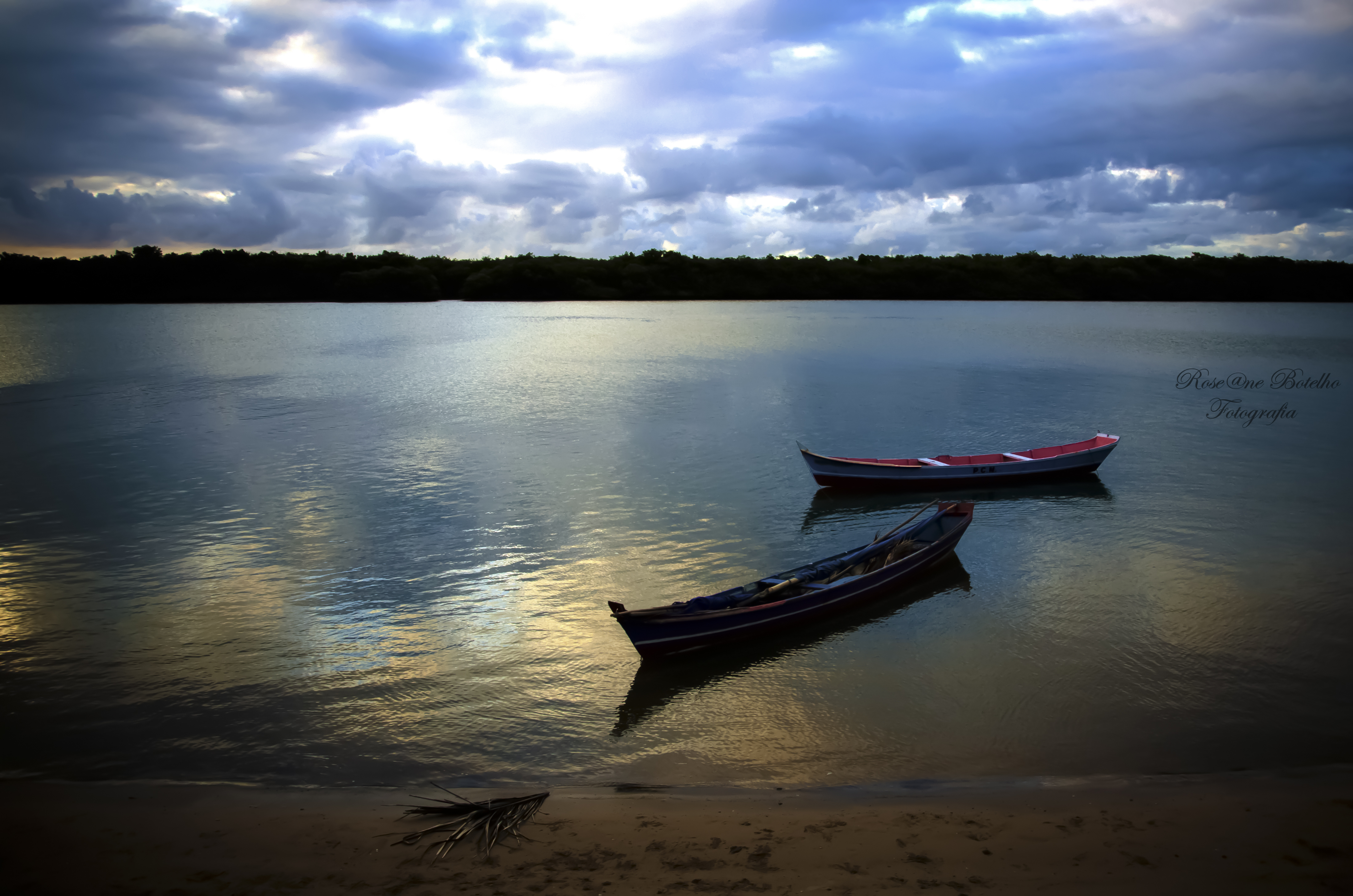
Visão do entardecer na Orla do Mosqueiro, popularmente conhecida como Orla Pôr do Sol.